# Wiktorja Aleksanjan
Wiktorja Aleksanjan (orm. Վիկտորյա Ալեքսանյան, ur. 1987 w Erywaniu) – ormiańska reżyserka filmowa i współzałożycielka IFCA Independent Filmmakers Community of Armenia. Aleksanjan jest reżyserką, scenarzystką i producentką filmów krótkometrażowych. Aktywnie działa na rzecz reformy przemysłu filmowego Armenii.

## Kariera
Aleksanjan 6 lat kariery zawodowej spędziła w USA, gdzie uzyskała tytułu magistra sztuk pięknych na Uniwersytecie Columbia. Wcześniej w Armenii studiowała dziennikarstwo ekonomiczne na Uniwersytecie Rosyjsko-Ormiańskim.
Krótkometrażowy film Caregivers, wykonany jako projekt studencki, a którego Alekanyan była producentką, scenarzystką i reżyserką, zdobył nagrodę dla najlepszego filmu zagranicznego na Sunset Film Festival w Los Angeles w 2015 r. Film ten miał premierę w kraju produkcji, Armenii, a następnie pokazywano go na festiwalach filmowych w Stanach Zjednoczonych.
Oprócz tego w USA Aleksanjan nakręciła też jeszcze kilka innych filmów, głównie krótkometrażowych.
W 2018 r. Aleksanjan wróciła do Armenii, gdzie zaczęła kręcić film Crossing the Blue, z zamiarem powrotu do Nowego Jorku, aby wykonać postprodukcję. Sytuacja polityczna w Armenii była wówczas jednak niestabilna – trwający konflikt zbrojny z Azerbejdżanem doprowadził kraj do rewolucji. Na fali tych wydarzeń dla ormiańskich artystów pojawiła się okazja do przedefiniowania różnych obszarów działania i na tej właśnie fali Aleksanjan przemieniła się w aktywistkę dokonującą reformy przemysłu filmowego w kraju.
Zasiadała również w Niezależnej Komisji Filmowej przy Narodowego Centrum Kina, w której brała udział w recenzowaniu i ocenianiu projekty filmów i ich scenariusze do konkursu w ramach Konkursu Funduszy Państwowych w 2018 r.
Obecnie Aleksanjan jest współzałożycielką i członkinią zarządu IFCA – Związku Niezależnych Filmowców Armenii oraz członkinią Rady Ormiańskiego Związku Operatorów Filmowych.
Wraz z grupą innych aktywistów z branży filmowej uczestniczyła w utworzeniu reformy prawa filmowego w Armenii. Ich propozycje zostały wzięte pod uwagę i przegłosowane w parlamencie. Zmiany ustawy zakładają m.in. nałożenie podatku dla producentów filmujących a Armenii – dochód z tego podatku ma być przeznaczany na dofinansowanie krajowych produkcji filmowych.
W czasie prac nad zmianą prawa Aleksanjan zawiesiła kręcenie filmów – początkowo występowała o dotacje ze środków publicznych, ale zaprzestała ze względu na konflikt interesów. Dlatego też rozpoczęty w 2018 r. film Crossing the Blue ukończyła dopiero w 2022 r.
Od 2020 r. pracuje jako adiunkt na Uniwersytecie Rosyjsko-Ormiańskim, ucząc tam sztuki filmowej.

## Filmografia

### Reżyseria
- Man of God, 2016[11][12]
- Caregivers, 2014[11][13]
- Crossing the Blue, 2023[11][14]

### Scenariusz
- Caregivers,  2014[11]
- Don't Think About It  2016[11]
- Man of God, 2016[11]
- Crossing the Blue, 2022[11][14]

### Produkcja
- Caregivers, 2014[13]
- The Baptizm Of Joshua Cohen, 2014[15]
- Broken Badge, 2014[16]
- The Real American, 2015[17]
- Man of God, 2016[11]
- The Professor: Tai Chi's Journey West 2016[11][18]
- Don't Think About It, 2016[11][19]
- Crossing the Blue, 2023[11]

### Reżyser II ekipy (Second Unit Director)
- Baggage, 2016[11][20]
- Mrs. Nebile's Wormhole, 2016[11][21]

### Aktorka
- Purgatory, 2020-2021[11][22]
- Bittersweet Sixteen, 2014[11][23]

### Dział artystyczny
- Bittersweet Sixteen 2014[11][23]

## Nagrody i wyróżnienia
- Stypendium artystyczne AGBU (Armenian General Benevolent Union) w 2019 r.[24]
- Nominacja dla najlepszego filmu w kategorii "Ormiańska panorama" na Międzynarodowym Festiwalu Filmowym „Złota morela” w Erywaniu w 2014 r. dla filmu Caregivers[25]
- Nominacja dla filmu Crossing the Blue na MFF „Złota morela” w 2022 r. w kategorii „Apricot stone”[26][8]
- Nagroda dla najlepszego filmu zagranicznego na Sunset Film Festival w Los Angeles w 2015 roku za fillm Caregivers[8].
- Nagroda dla najlepszego filmu studenckiego na Colony Film Festival w 2017 r dla Don't Think About It (za produkcję, nagroda wspólnie z reżyserką Niv Klainer)[27]